# Julien Ribot
 (novembre 2021).
Pour les articles homonymes, voir Ribot.
Julien Ribot anagramme de Leiji Burton (né le 19 mai 1973 à Nice) est un artiste psychédélique, réalisateur et auteur-compositeur-interprète pop français.

## Biographie

### Famille
Son trisaïeul, Théodule Ribot, est le créateur de la Revue Philosophique (1876) et auteur de l'Essai sur l'imagination créatrice (1900).

### Carrière
En 2001, il sort son premier disque, Hôtel Bocchi. Il signe sur le label Ici, d'ailleurs cette même année. S'ensuivent trois albums, La Métamorphose de Caspar Dix en 2004, Vega en 2008 et Do you feel 9? en 2021,,,. Il publie aussi Songs For Coco, un EP de cinq titres en 2012,.
En 2005 il co-produit et signe les arrangements de Bouille de lune le premier album d'Orly Chap ainsi que de l'album 67 songs de Captain Kid en 2012.
Il crée en 2013 avec Nicolas Maury la pièce de théâtre Son Son.

## Œuvres

### Film d'animation et vidéo
- 2008 : coréalisation et coscénarisation avec Philippe Massonnet du film d'animation La Chambre Renversée.
- 2012 : coscénarisation avec Julien Hallard du clip Love, réalisé par Julien Hallard et dans lequel joue Sara Forestier[8].
- 2016 : réalisation d'un vidéoclip en animation sur la chanson Follow du groupe My Broken Frame.
- 2017 : Portrait Zootropique de Joana Preiss, co-réalisé avec Annabelle Jouot[12].
- 2018 : Sic Idem : vidéomapping/concert à la Villa Médicis[13]
- 2019 : réalisation d'un vidéoclip pour la chanson Son of mystery du groupe Orouni, co-réalisé avec Annabelle Jouot[14].
- 2021 : réalisation du vidéoclip Do you feel 9?[15]
- 2023 : réalisation d'un vidéoclip pour la chanson Calimucho interprétée par David Courtin et Calypso Valois[16].

### Théâtre
- 2013 : Son Son, avec Nicolas Maury, SACD, Festival d'Avignon, Fondation Cartier, Comédie de Reims, Maison de la Poésie, Ménagerie de Verre
- 2018 : Le Combat pour le sol, de Victor Segalen, Cité internationale des arts  à Paris, avec Pierre-Marie Baudoin (mise en jeu), Lou de Laâge, Michael Lonsdale et Thierry Thieû Niang.

## Discographie

### Albums
- 2001 : Hôtel Bocchi (Ici, D'ailleurs/Wagram). Françoiz Breut y interprète la chanson intitulée ?. Un deuxième disque baptisé Digéré par contient des remixes auxquels ont participé Katerine, Dionysos, Rubin Steiner, Étienne Charry, INFused, My Old Sofa et Digiki.
- 2004 : La Métamorphose de Caspar Dix (Ici, D'ailleurs/Discograph)
- 2008 : Vega (Ici, D'ailleurs/Discograph)
- 2021 : Do you feel 9? (December Square/Fabyl/Neon Juju Records)

### EP
- 2012 : Songs for Coco

### Musiques de film
- 2025 : Juifs de Pologne : un combat pour la Vérité (réalisé par Joanna Grudzinska) [17]
- 2025 : Quand l'Art Partage les Eaux (réalisé par Gilles Coudert)
- 2024 : MAÏCO, Marie-Claude Vaillant-Couturier la révoltée (réalisé par Madeleine Leroyer)
- 2024 : Un Pasteur (réalisé par Louis Hanquet)
- 2022 : Tout de moi ne disparaitra pas (réalisé par Joanna Grudzinska)[18]

## Ouvrages

### Nouvelles
- 2010 : En lisant cette nouvelle, vous saurez comment Picasso était vêtu pour monter les marches du Festival de Cannes en 1953, nouvelle publiée dans la collection Bordel « Bordel à Cannes », Stéphane Million éditeur.
- 2009 : Le Rat de Pâques, nouvelle publiée dans la collection Bordel « The Rat Pack », Stéphane Million éditeur.

## Prix et Distinctions
- 2024 : Prix de la Meilleure Musique Originale au Festival International du Film Documentaire de Biarritz pour le film Un Pasteur de Louis Hanquet[19].